# 미쓰코시마에역
미쓰코시마에역(일본어: 三越前駅 미쓰코시마에에키[*])은 일본 도쿄도 주오구에 있는 철도역이다.

## 역 구조
두 노선 모두 섬식 승강장 1면 2선의 지하역의 구조를 갖는다.

### 도쿄 지하철
| 1 | 긴자 선   | 긴자・시부야 방면                   |
| 2 | 긴자 선   | 우에노・아사쿠사 방면               |
| 3 | 한조몬 선 | 오테마치・시부야・주오린칸 방면     |
| 4 | 한조몬 선 | 오시아게・구키・미나미쿠리하시 방면 |

## 역 주변
- 미쓰코시 백화점 본점
- 신니혼바시역(동일본 여객철도 소부 쾌속선(소부 본선)) - 환승역
- 일본은행
- 니혼바시
- 도쿄역

## 역사
- 1932년 4월 29일: 긴자 선 영업 개시.
- 1972년 7월 15일: 당시 일본국유철도 소부 본선에 신니혼바시 역이 영업 개시, 환승역이 됨.
- 1989년 1월 26일: 한조몬 선 영업 개시, 환승역이 됨.

## 역명의 유래
1932년에 역을 건설한 도쿄 고속철도가 자금난으로 미쓰코시에서 지원 자금을 받았다. 그때 지원 조건은 역 이름에 '미쓰코시'를 넣는 것이었고, 미쓰코시마에라는 역명은 여기서 유래한 것이다.

## 인접역
| 도쿄 메트로 긴자 선      | 도쿄 메트로 긴자 선 | 도쿄 메트로 긴자 선            |
| ------------------------ | ------------------- | ------------------------------ |
| G11 니혼바시 시부야 방면 | 긴자 선             | 간다 G13 아사쿠사 방면         |
| 도쿄 메트로 한조몬 선    |                     |                                |
| Z08 오테마치 시부야 방면 | 한조몬 선           | 스이텐구마에 Z10 오시아게 방면 |